# Ernakulam

Ernakulam (hindi: एर्नाकुलम, malayalam: എറണാകുളം) är ett område i staden Kochi, i den indiska delstaten Kerala. Distriktet Ernakulam är uppkallat efter platsen.